# Yves Trudeau (criminel)
Pour les articles homonymes, voir Yves Trudeau et Trudeau.
Yves Trudeau alias Apache, né le 4 février 1946 et mort en juillet 2008, est un criminel et tueur à gages québécois. Il est un des membres fondateurs des Hells Angels de Montréal en 1977. Après avoir échappé à une tentative d'assassinat à Lennoxville en 1985 où 5 de ses partenaires sont tués, il est arrêté, dénonce 42 complices et reconnaît avoir commis 43 meurtres de septembre 1973 à juillet 1985. Il est considéré comme l'un des tueurs les plus prolifiques de l’histoire du Canada. 
Condamné à la prison à perpétuité, ces dénonciations lui valent une libération conditionnelle au début des années 1990 (soit une peine de prison réduite à 7 ans). Il reçoit par la suite une nouvelle identité.
Il vivait alors sous le nom de Denis Côté et travaillait comme aide-soignant dans une maison de soins infirmiers. 
Cependant, après avoir été renvoyé de son travail en 2000, il est de nouveau arrêté en 2004 pour plusieurs agressions sexuelles (dont une sur un garçon de 13 ans), qui lui vaudront 4 ans de prison.
Il est décédé d'un cancer en 2008 à l'âge de 62 ans.

## Documentaire
- Dans la saison 2 de l'émission Claude Poirier: secrets judiciaires, Yves Apache Trudeau est le sujet principal de l'épisode 5.

## Sources
- Ces criminels au service de la justice
- Quatre ans de prison pour Yves « Apache » Trudeau
- Yves « Apache » Trudeau de retour en prison